# Isdera
Isdera ou Ingenieurbüro für Styling, Design und Racing (Português: Empresa de Engenharia para Estilo, Design e Corrida) é uma montadora de automóveis alemã, com sede em Hildesheim. A empresa foi anteriormente sediada em Leonberg, na Alemanha. Cada carro esportivo de alto desempenho é construído à mão por uma pequena equipe de artesãos, e a única maneira de comprar um novo Isdera era ligar diretamente para o CEO. Com motores Mercedes-Benz, os Isdera são construídos à mão, e se pode esperar 6 meses para se ter um. Umas das características da Isdera são as portas estilo asa-de-gaviota e periscópio sobre o condutor, com a função de retrovisor. 
O Isdera Commendatore 112i apareceu no jogo da famosa franquia de jogos de corridas Need For Speed II /II SE.

## Modelos
- Erator GTE
- Spyder 033i
- Imperator 108i
- Commendatore 112i
- Silver Arrow C112i
- Autobahnkurier 116i
- Twin Cycle